# Pascual Di Tella
Pascual Di Tella (Buenos Aires, 16 de septiembre de 1995) es un esgrimista argentino. Especializado en la modalidad sable, ganó la medalla de bronce en los Juegos Panamericanos de 2015 y la medalla de plata en los Juegos Panamericanos de 2019.

## Trayectoria
Di Tella comenzó a practicar esgrima a los 14 años en el club GEBA.
Se destacó compitiendo en las categorías juveniles de Argentina y Sudamérica. Ganó la medalla de bronce en la Copa del Mundo de Esgrima Júnior disputada en Phoenix, Arizona, en 2013.
Compitió para la Universidad de Duke en la Atlantic Coast Conference de la División I de la NCAA entre 2015 y 2018. Fue campeón de esa conferencia en 2017 y el Esgrimidor del Año de la ACC tres temporadas seguidas (2016, 2017 y 2018). En su último año recibió también el galardón del Academic All-America, reservado a atletas-estudiantes que se destacaron en las dos actividades.
Representando a Argentina ganó la medalla de bronce en sable por equipos en los Juegos Panamericanos de 2015 y la medalla de plata en sable individual en los Juegos Panamericanos de 2019. En los Juegos Suramericanos de 2018 obtuvo medalla de oro en sable por equipos y plata en sable individual. En el Campeonato Panamericano obtuvo la medalla de plata en sable por equipos en 2016 y el tercer puesto en sable individual en 2019, 2022 y 2023.
Participó del torneo de esgrima de los Juegos Olímpicos de París 2024.

## Vida privada
Es hijo del esgrimista Rafael Di Tella y de la esquiadora Astrid Steverlynck, quienes representaron en sus respectivos deportes a Argentina a nivel olímpico. Su hermana Isabel Di Tella también practica esgrima y representa a su país a nivel internacional.
Se graduó de la Universidad de Duke con una doble titulación en filosofía y ciencias políticas.
Es aficionado al básquetbol y seguidor de Platense.

## Premios
- Olimpia de Plata (2024)[11]